# Ƭ
La T con gancho (mayúscula: Ƭ, minúscula : ƭ) es una letra del alfabeto latino extendido basada en la letra t con un gancho diacrítico. Se utiliza en el idioma serere que contaba con 1.2 millones de hablantes en Senegal y 30 000 en Gambia en el 2009.
Su forma minúscula, ƭ, representaba anteriormente una consonante implosivo alveolar sorda en el Alfabeto Fonético Internacional.

## Codificación
La letra mayúscula está en el bloque de Unicode Latín extendido-B mientras que la minúscula está en el bloque del Alfabeto Fonético Internacional.
Sus puntos de código para la mayúscula y la minúscula se encuentran en U+01AC y U+01AD, respectivamente.
| Carácter      | Ƭ                                         | Ƭ                                         | ƭ                                       | ƭ                                       |
| ------------- | ----------------------------------------- | ----------------------------------------- | --------------------------------------- | --------------------------------------- |
| Unicode       | LATIN CAPITAL LETTER T CON COLA DE GANCHO | LATIN CAPITAL LETTER T CON COLA DE GANCHO | LATIN SMALL LETTER T CON COLA DE GANCHO | LATIN SMALL LETTER T CON COLA DE GANCHO |
| Codificación  | decimal                                   | hex                                       | decimal                                 | hex                                     |
| Unicode       | 428                                       | U+01AC                                    | 429                                     | U+01AD                                  |
| UTF-8         | 198 172                                   | C6 AC                                     | 198 173                                 | C6 AD                                   |
| Ref. numérica | &#428;                                    | &#x1AC;                                   | &#429;                                  | &#x1AD;                                 |